# Какмуж
Какмуж је насељено мјесто у општини Петрово, Република Српска, БиХ. Према прелиминарним подацима пописа становништва 2013. године, у насељу је живјело 1693 становника.

## Географија
Село Какмуж се простире са лијеве стране ријеке Спрече, у подножју планине Озрен. На југозападу од насеља је узвишење Волујак (489 m), а кроз село протиче и мањи ријечни ток, Каменичка ријека, притока ријеке Спрече. Надморска висина села је од 150 до 489 m.
Село Какмуж је мјесна заједница у општини Петрово (Република Српска), која обухвата сјевероисточни дио планине Озрен. Граничи се са три села у општини: Петрово, Сочковац, Калуђерица. Преко ријеке Спрече је Грачаница која припада Федерацији БиХ.
Површина сеоског атара је 28,4 km². Као и остала озренска села састоји се из доњег, равнијег дијела у долини Спрече и горњег у брдима. Само насеље је спонтаног типа и сконцентрисано је на прелазу равничарског у брдско-планинско подручје. Сачињавају га следећи засеоци: Пјескуље, Алуге, Поточани, Стублић, Баре, Волујак, Петковићи, Средина, Ивановићи, Камењача, Мекиљица, Међаш, Лугови и Слатина.
Клима је умјерено-континентална, са топлим љетима и хладним зимама. Максимум падавина је у прољеће и почетком љета, а минимум почетком јесени. У току зиме изразит је сњежни покривач. У погледу геолошког састава на територији атара постоје мања налазишта руда азбеста, бакра и угља.
Кроз територију атара протиче Каменичка ријека и неколико мањих токова, потока и поточића. У Какмужу се налазе остаци бање „Терме — Озрен“, која је прије посљедњег рата била позната по термо-минералној води погодној за лијечење низа обољења. У рату је бања тешко оштећена и сада је ван функције. У близини бање се налази фабрика угљен-диоксида, гдје се из термо-минералне воде производи технички гас CO2. Цијело подручје планине Озрен је познато по љековитим изворима и чистом ваздуху.

## Историја
Име села потиче од Какмужа Одрамчића, који се помиње у повељи српског бана Босне Матије Нинослава 1269. године. Истоимено село постоји и у источној Херцеговини. Какмуж се од 1971. до 1992. године налазио у саставу општине Грачаница.

## Образовање
Прва школа је отворена 1925. године. Од Петрова је удаљена 5 до 7 km.

## Становништво
|             | 2013.          | 1991.          | 1981.          | 1971.          | 1961.          |
| Укупно      | 1 693 (100,0%) | 2 398 (100,0%) | 2 218 (100,0%) | 2 020 (100,0%) | 1 695 (100,0%) |
| Срби        | –              | 2 252 (93,91%) | 2 082 (93,87%) | 1 995 (98,76%) | 1 693 (99,88%) |
| Остали      | –              | 92 (3,837%)    | 24 (1,082%)    | 2 (0,099%)     | 1 (0,059%)     |
| Југословени | –              | 42 (1,751%)    | 77 (3,472%)    | 1 (0,050%)     | –              |
| Хрвати      | –              | 8 (0,334%)     | 7 (0,316%)     | 2 (0,099%)     | 1 (0,059%)     |
| Бошњаци     | –              | 4 (0,167%)1    | 25 (1,127%)1   | 18 (0,891%)1   | –              |
| Црногорци   | –              | –              | 3 (0,135%)     | 1 (0,050%)     | –              |
| Македонци   | –              | –              | –              | 1 (0,050%)     | –              |

1. 1 На пописима од 1971. до 1991. Бошњаци су пописивани углавном као Муслимани.

Старосједилачко становништво Озрена па и овог села је временом нестало. Исељавани су и страдали у епидемијама и ратовима тако да међу данашњим становништвом скоро да уопште нема старосједилаца. Становништво је досељено из разних крајева. Узимајући у обзир родовску славу, Јеремићи и Лазаревићи, који славе Симеундан, поријеклом су из планинских крајева западно од ријеке Босне. По усменом предању Јовановићи су стигли из Смолуће, а Радићи из Фоче.

## Религија и вјерски живот села
Село броји око 780 домаћинстава, а домаћинске славе су: Ивањдан, Јовањдан, Васиљевдан, Игњатијевдан, Лазарица, Срђевдан, Аранђеловдан, Никољдан, Симеундан, Свети Стефан, Ђурђевдан, Петровдан, Мала Госпојина, Михољдан и Марковдан.
Око 98% становништва је православне вјере, тако да постоји Какмушка црквена општина у оквиру Српске православне цркве. Село има цркву. Црква „Свете Тројице“ у Какмужу спада међу новије православне храмове на Озрену. Изградња је почела 1986. године, да би само три године касније било завршено подизање зидова и крова. Освећење храма и прво богослужење обавио је владика Зворничко-тузлански Василије. Црква је највећим дијелом грађена добровољним прилозима становништва. Црквена слава је на дан Свете Тројице. Веће православне празнике сеоски народ прославља окупљајући се код цркве.

## Културни живот и споменици
Од културно-историјских споменика постоје спомен-чесма борцима погинулим у Другом свјетском рату и споменик погинулим борцима Војске Републике Српске 1992–1995.

## Инфраструктура
Кроз село пролази регионални пут Добој-Петрово и жељезничка пруга Добој-Петрово-Тузла. Запослено становништво углавном је везано за град Добој.
Какмуж је једно од ријетких села на планини Озрен које има асфалтирану путну мрежу и добро је повезано са околним селима. Од сеоског центра до општинског центра у Петрову удаљеност је 5 km.
Сва домаћинства имају уведену електричну енергију, а добро су освијетљене и поједине улице. Село има водовод али се он састоји из седам мањих независних водовода од којих са три газдује мјесна заједница, а са четири поједина домаћинства. Главно извориште је Млачац, издашности 4-6 литара у секунди, а дневне потребе за водом су око 500 кубних метара.
Канализациона мрежа није изграђена али постоји план за њену скорашњу изградњу.
Село има осмогодишњу основну сколу "Свети Сава". Школске 2002/2003. године било је 340 уписаних ученика и 23 учитеља/наставника. Од здравствених установа постоји само амбуланта која служи за пружање основних медицинских услуга, а једном седмично је посјећују љекари специјалисти. „Дом здравља Петрово“ удаљен је 5 km, а најближа општа болница је у Добоју, удаљена око 35 km.
Село је имало и „Дом културе“ који је срушен у прошлом рату и још увијек није обновљен. Од спортских клубова постоји ФК „Звијезда“ од 1970. године и стонотениски клуб који је основан у јануару 2003. године. Постоји једна хуманитарна организација — Коло српских сестара „Света Ирина“.

## Привреда и развој
Привредни развој села који је, с обзиром на значајне природне ресурсе и потенцијале доста обећавао, нагло је прекинут скорашњим бурним и трагичним ратом. Село се још није опоравило и цијели тај процес тече веома споро и тешко с обзиром на привредно-економско стање у цијелој републици. У складу са тешким условима живота и тиме да се становништво данас бори за голу егзистенцију чини се да ће, нажалост, процес опоравка бити веома дуг а ожиљци које је рат оставио још дуго примјетни.
Привреда је слабо развијена. Сеоско становништво које се бави пољопривредом углавном то чини за властите потребе а, не за тржиште. Највише се гаје пшеница и кукуруз, у долини Спрече. Свако домаћинство гаји поврће и воће за своје потребе, мањим дијелом за тржиште. Од воћарских култура доминира шљива и јабука. Село нема сеоску пијацу и пијачни дан па се производи продају на зеленој пијаци у граду Добоју.
Сточарство је релативно слабо развијено. Доминира гајење свиња. У мањој мјери је у брдском дијелу села развијено овчарство.
Индустрија је, такође, слабо развијена. Постоји неколико мањих приватних пилана за експлоатацију и прераду дрвета.